# 노래의☆왕자님♪
《노래의☆왕자님♪》은 주식회사 브로콜리에서 PSP용으로 발행된 여성향 연애 어드벤처 게임이다. 2011년 7월부터 노래의☆왕자님♪진심 LOVE 1000%이란 애니메이션으로 만들어졌다. 줄여서 우타프리(うたプリ)라고도 부름

## 게임

### 본편
노래의☆왕자님♪
이야기가 총 12장으로 구성되어 있고, 1장마다 ADV파트와 미니게임파트가 있다. ADV파트는 풀보이스.
노래의☆왕자님♪ Repeat
노래의☆왕자님♪ 파워업 버전. 일러스트가 다시 그려지고, 시스템도 개선되었다. 본편 엔딩후 애프터에피소드가 추가되어 있다.

### 완결
노래의☆왕자님♪ Debut
사오토메학원에서의 졸업 오디션 이후 1년후 샤이닝사무실 마스터코스에서 일어나는 일이 펼쳐진다. 새로운 캐릭터로 사오토메학원 선배 캐릭터가 등장한다.
노래의☆왕자님♪ Allstar
샤이닝사무실 선배 캐릭터를 메인으로 공략한다. 선배 루트 이후로 선생 루트, 레인보우 루트가 열린다.

### 팬디스크
이야기는 총 4장으로 구성되어 있고, 본편 이후 이야기와 신곡의 미니게임이 수록되어있다. 음악용어사전이 바뀌었고, 새로운 메모리얼 기능이 추가되었다.
노래의☆왕자님♪-Amazing Aria-
공략캐릭터는 A클래스의 잇토키 오토야, 히지리카와 마사토, 시노미야 나츠키와 본편의 숨은 캐릭터 아이지마 셰실, 본편의 서브캐릭터 샤이닝 사오토메가 있다.
노래의☆왕자님♪-Sweet Serenade-
공략 캐릭터는 S클래스의 이치노세 토키야, 진구지 렌, 쿠루스 쇼와 본편의 서브캐릭터 츠키미야 링고, 휴우가 류야가 있다.

### 음악게임
노래의☆왕자님♪MUSIC
본편 팬디스크의 미니게임에 수록된 연주시험을 모은 게임

## 스토리
작곡가를 지망하는 소녀 나나미 하루카는 아티스트를 키우는 예능전문학교 '사오토메학원'에서 경쟁률 200배의 난관을 넘어 입학하게 된다. 학원의 관습에 따라 아이돌 지망 남학생 1명과 조를 짠 주인공은 졸업식에 열리는 '샤이닝사무실 신인발굴 오디션' 합격을 향해 파트너에게 좋은 곡을 만들기 위해 1년간 학원생활을 보내게 된다.

## 등장인물

### 메인 캐릭터
나나미 하루카
성우 - 사와시로 미유키
주인공 나이:15
아이돌 HAYATO를 동경하여 작곡가를 지망해 사오토메학원에 입학했다.
순수하고 얌전한 소녀 겸허하고 항상 존댓말을 사용한다. 연애경험이 없다. 신장은 157cm 체중은 45kg

#### A클래스
잇토키 오토야
성우 - 테라시마 타쿠마
나이는 15세 4월 11일 별자리는 양자리 혈액형은 O형 신장은 175cm 체중은 75kg
스포츠맨이고 항상 웃는 얼굴인 클래스의 인기인. 노래하는 것을 좋아하여 노래에 뜨거운 열정을 가지고 있다. 토키야와 라이벌이다. 쇼우와 축구 친구. 흥미는 축구 스포츠는 전반적으로 잘한다. 악기는 기타.
히지리카와 마사토
성우 - 스즈무라 켄이치
나이는 16세 12월 29일 별자리는 염소자리 혈액형은 A형 신장은 181cm 체중은 76kg
재벌의 후계자. 유년시절부터 아버지에게 엄하게 교육받아와서인지 무슨 일이든 고지식하고 고풍스러운 생각을 하지만 섬세하다. 여동생을 돌보아서 손재주가 뛰어나고 집안일을 잘한다. 연애에 관심이 없어 중학생 때까지 남학교였다.
재벌가들과 라이벌이며 화려하고 자유분방한 렌과 가치관이 틀려 충돌하는 것이 많은 라이벌이다. 취미는 재봉과 서예. 악기는 피아노.
시노미야 나츠키
성우 - 타니야마 키쇼 유년시절-닛타 에미
나이는 17세 6월 9일 쌍둥이자리 혈액형은 AB형 신장은 186cm 체중은 81kg
언행이 부드럽고 온화한 청년. 작고 귀여운 것을 보면 껴안는 버릇이 있다. 평상시에는 멍하지만 음악에 관해서는 천재적인 재능을 가지고 있다. 매우 다치기 쉬운 섬세한 성격이다. 취미는 요리지만 살인적인 맛이다.
'시노미야 사츠키'라는 다른 인격이 있다.
쇼우와 라이벌 악기는 비올라.

#### S클래스
이치노세 토키야
성우 - 미야노 마모루
나이는 16살 8월 6일 사자자리 혈액형은 A형 신장은 179cm 체중은 59kg
쿨하고 논리적인 성격. 불쾌한 발언을 자주하지만 매우 성실하고 책임감 강한 노력가이다. 오토야와 라이벌이다. 인기 아이돌 HAYATO와 동일인물이지만 HAYATO의 쌍둥이 동생으로 사오토메학원에 다니고 있다. 아역 때부터 연예계에 있었다. 취미는 독서다. 보컬이지만 악기는 기본적으로 다룰 수 있다.
진구지 렌
성우 - 스와베 쥰이치
나이는 17살 2월 14일 물병자리 혈액형은 B형 신장은 183cm 체중은 63kg
자유분방하고 밝은 페미니스트. 진구지재벌 삼남으로 사오토메학원에 입학한 것은 집안의 결정이다. 항상 주위에 여자에 둘러싸여 있지만 여자들끼리 싸움을 싫어하여 전원 평등하게 상대해주고 있다. 마사토와 집안끼리 비교되는 것이 많아 라이벌이다. 어머니는 원래 인기 아이돌이다. 취미는 다트이고 악기는 섹소폰.
쿠루스 쇼우
성우 - 시모노 히로 유년시절-미나세 이노리
나이는 15살 6월 9일 쌍둥이자리 혈액형은 O형 신장은 161cm 체중은 52kg
세련되고 몸집이 작지만 성격이 강하다. 키가 작다는 말을 싫어한다. 어릴 때부터 몸이 약했지만 텔레비전에서 휴우가 류야를 보고 건강을 찾은 것을 계기로 팬이 되었다. 남성캐릭터중 유일하게 하루카에게 이름으로 불린다. 나츠키와 라이벌로 어릴 때 한번 만난 적이 있고 나츠키는 그 일을 기억하지 못한다. 취미는 쇼핑이고 악기는 바이올린.

### 서브캐릭터
츠키미야 링고
성우 - 나카무라 유이치
나이는 23세 9월 15일 처녀자리 혈액형은 AB형 신장은 173cm 체중은 73kg
A클래스의 담임 현재 아이돌이다. 남자지만 외견과 말투가 여자이다. 악기는 클라리넷.
휴우가 류야
성우 - 유사 코지
나이는 26세 5월 15일 왕관자리 혈액형은 A형 신장은 192cm 체중은 87kg
S클래스의 담임 인기드라마 '싸움의 왕자님'의 주인공을 연기하는 현역아이돌 샤이닝사무소 이사도 겸하고 있다. 악기는 트럼펫.
시부야 토모치카
성우 - 이마이 유카
나이는 15세 7월 7일 게자리 혈액형은 O형 신장 163cm 체중은49kg A클래스
주인공의 친구 룸메이트다. 악기는 엘렉톤.
아이지마 세실
성우 - 토리우미 코스케
나이는 미상 10월 31일 전갈자리 신장은 177cm 체중은 77kg
아그나파레스의 제1 왕자 악기는 플룻.
쿠루스 카오루
성우 - 카지 유우키
나이는 15세 6월 9일 쌍둥이자리 혈액형은 O형 신장은 165cm 체중은 65kg
쇼우의 쌍둥이 동생. 사오토메학원의 의료계 형제학교에 다니고 있다. 악기는 바이올린.
샤이닝 사오토메
성우 - 와카모토 노리오
나이는 미상 11월 22일 혈액형은 A형 신장은 200cm 체중은 120kg
사오토메학원의 학원장 전설의 아이돌. 갑자기 학생의 앞에 나타나 놀래키고 있다. 악기는 봉고.